# Charlie Casanova

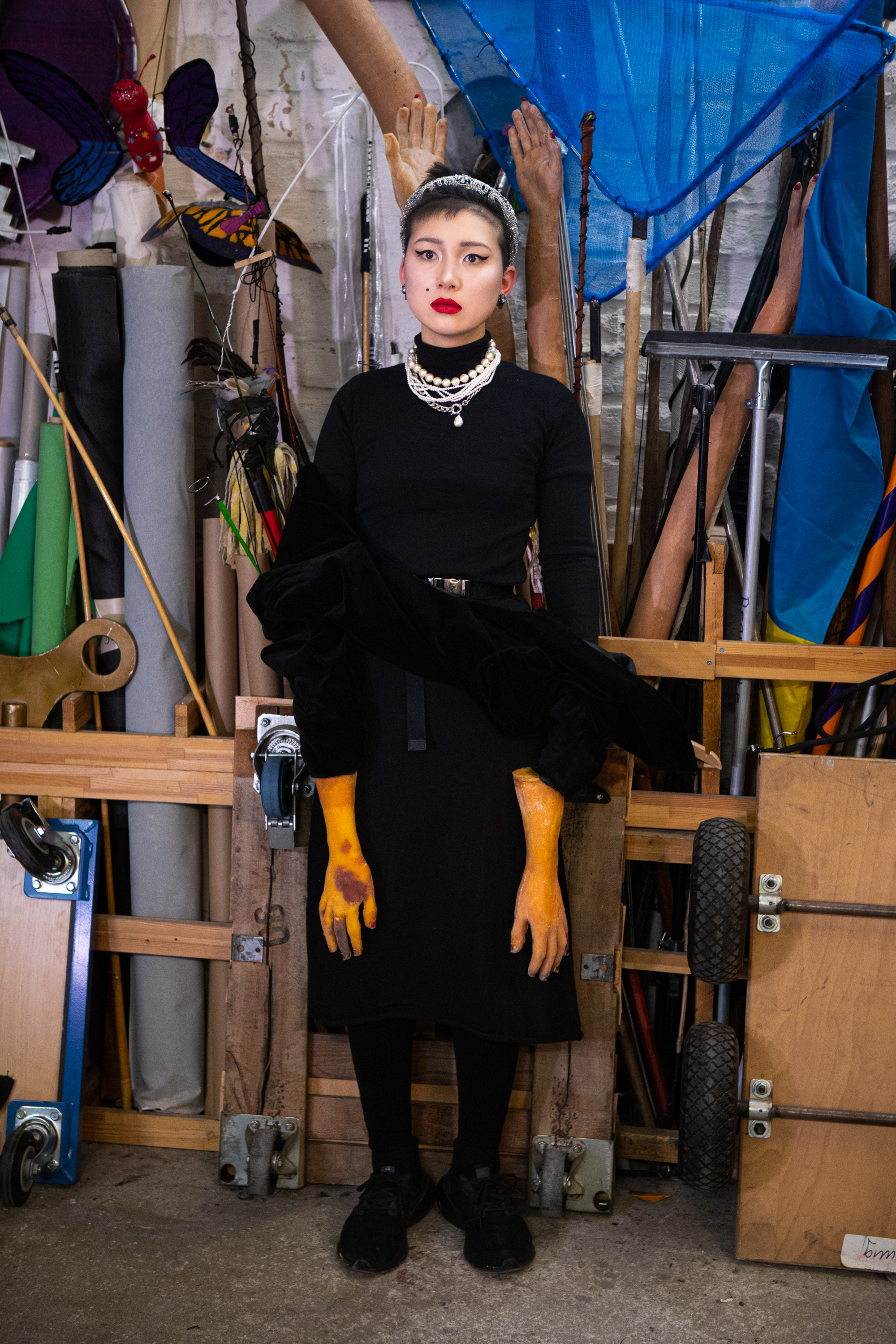
Charlie Casanova 2022

Charlie Casanova (* 20. Dezember 1997 in Heidelberg) ist eine deutsch-taiwanische Künstlerin und Illustratorin, die insbesondere im Zusammenhang mit Theater, Oper und Konzert mit vielfältigen Medien arbeitet.

## Leben
Charlie Casanova verbrachte das erste Schuljahr in Shanghai und wuchs dann in Ziegelhausen (Heidelberg) auf; ihren Schulabschluss erlangte sie in England. Seit dem Alter von vier Jahren lernte sie Klavier und entwickelte darüber hinaus Interesse an Fotografie, Illustration und Schauspiel. Zu ihren ersten Aufträgen als Illustratorin zählten Zeichnung, Grafik und Layout für die Alben Vergnügte Elegien und Liebeslieder an Deine Tante von Chansonnier Sebastian Krämer
Seit 2016 wohnt sie in Berlin und begleitet dort seit 2018 die Berliner Theaterszene und insbesondere die Arbeiten des Regisseurs Herbert Fritsch in Form von dokumentarischer Illustration, Film und Fotografie. Hieraus entwickelte sie ihr eigenständiges Ausdrucksspektrum von bildender Kunst in Zusammenhang mit dem Bühnengeschehen. Als Titelgeschichte des Theatermagazins Die Deutsche Bühne erschien im Oktober 2022 eine Würdigung ihres bisherigen Schaffens als Live-Painting-Künstlerin.

## Künstlerisches Wirken
Ihre künstlerischen Ausdrucksformen im Theaterbezug entwickelte Charlie Casanova ab 2018, beginnend mit der Mitwirkung an Stückentwicklungsprozessen am Berliner Ensemble (Wheeler, Inszenierung Oliver Reese) und der Schaubühne (Amphitryon, Inszenierung Herbert Fritsch). Bei letzterer Arbeit dokumentierte sie erstmalig den gesamten Entstehungsprozess mit der Videokamera und fertigte das Programmheft-Leporello an. Während der Arbeit an diesen und weiteren Inszenierungen wurden fließende Eindrücke als Zeichnungen und Texte festgehalten und in Form von Heften, Leporellos und vielformatigen Einzelseiten dargestellt. Die visuellen Mittel reichten dabei von klassischer, fotorealistischer Zeichnung über Comic bis hin zur Abstraktion.
2021 trug sie illustrativ sämtliche bisherigen Theatereindrücke in einem Plakat für die Soli-Aktion des Berliner Ensembles zusammen. Es folgte ein zweiwöchiges Intensivprojekt im Rahmen eines Kongresses des Unternehmens share, bei dem 100 30 × 30 cm Leinwände durch das Gehörte live bemalt wurden; darauf folgte die erste Ausstellung von Theaterzeichnungen in der Berliner Theaterbuchhandlung Einar & Bert.
2022 schuf sie für Die Jagdgesellschaft (Thomas Bernhard), inszeniert von Herbert Fritsch am Deutschen Schauspielhaus Hamburg, zeitgleich die Malvorlagen der Bühne, die Videodokumentation und einen 52-seitigen Programmheft-Comic und wirkte zudem erstmals auch als Schauspielerin mit. Bei den Ruhrfestspielen 2022 erarbeitete sie als Artist in Residence unter Intendanz Olaf Kröck das Projekt Festspieltagebuch, eine städtische Installation in Form von auf Illustration gebetteten Spruchbannern. Für die Spielzeiteröffnung der Saison 22/23 an der Staatsoper Hamburg fertigte sie die Malvorlagen für Herbert Fritschs Carmen an und dokumentierte den Probenprozess illustrativ und filmisch. Während der Probenarbeit zu Herbert Fritschs Neuinszenierung von Der Fliegende Holländer an der Komischen Oper Berlin im November 2022 malte sie das im Handlungsverlauf wichtige Bildnis der Titelfigur als lebensgroßes Porträt.